# Brigitte Foster-Hylton
Brigitte Foster-Hylton (Jamaica, 7 de noviembre de 1974) es una atleta , especialista en la prueba de 100 m vallas, con la que ha llegado a ser campeona mundial en 2009.

## Carrera deportiva
En el Mundial de Berlín 2009 gana la medalla de oro en los 100 metros vallas, con un tiempo de 12,51 segundos que fue su mejor marca personal hasta el momento, quedando por delante de la canadiense Priscilla Lopes-Schliep (plata) y su compatriota la también jamaicana Delloreen Ennis-London. (bronce).
Asimismo ha ganado una medalla de plata y otra de bronce, en la misma prueba de 100 m vallas, en los mundiales de París 2003 y Helsinki 2005 respectivamente.